# Marbäck
För andra betydelser, se Marbäck (olika betydelser).
Marbäck är en tätort i Ulricehamns kommun och kyrkbyn i Marbäcks socken i Västergötland.
Marbäcks kyrka ligger här.

## Historia
Bredgårdsmannen, ett av de äldsta arkeologiska skelettfynden av människa i Sverige, är hittad i Marbäck. Bland fornlämningarna i trakten kan nämnas hällkistan i Marbäck.

### Befolkningsutveckling
| Befolkningsutvecklingen i Marbäck 1960–2020 | Befolkningsutvecklingen i Marbäck 1960–2020 | Befolkningsutvecklingen i Marbäck 1960–2020 | Befolkningsutvecklingen i Marbäck 1960–2020 | Befolkningsutvecklingen i Marbäck 1960–2020 |
| ------------------------------------------- | ------------------------------------------- | ------------------------------------------- | ------------------------------------------- | ------------------------------------------- |
|                                             |                                             |                                             |                                             |                                             |
| År                                          |                                             |                                             | Folkmängd                                   | Areal (ha)                                  |
| 1960                                        | 1960                                        |                                             | 309                                         |                                             |
| 1965                                        | 1965                                        |                                             | 314                                         |                                             |
| 1970                                        | 1970                                        |                                             | 365                                         |                                             |
| 1975                                        | 1975                                        |                                             | 398                                         |                                             |
| 1980                                        | 1980                                        |                                             | 453                                         |                                             |
| 1990                                        | 1990                                        |                                             | 513                                         | 60                                          |
| 1995                                        | 1995                                        |                                             | 502                                         | 62                                          |
| 2000                                        | 2000                                        |                                             | 487                                         | 63                                          |
| 2005                                        | 2005                                        |                                             | 462                                         | 63                                          |
| 2010                                        | 2010                                        |                                             | 474                                         | 63                                          |
| 2015                                        | 2015                                        |                                             | 475                                         | 71                                          |
| 2020                                        | 2020                                        |                                             | 510                                         | 70                                          |
|                                             |                                             |                                             |                                             |                                             |

## Personer från orten
- Wilhelm Sjölander – målare
- Pia Sundhage – fotbollsspelare, tränare och landslagstränare